# العلاقات الباربادوسية اللاتفية
العلاقات الباربادوسية اللاتفية هي العلاقات الثنائية التي تجمع بين باربادوس ولاتفيا.

## مقارنة بين البلدين
هذه مقارنة عامة ومرجعية للدولتين:
| وجه المقارنة                                              | باربادوس       | لاتفيا                                             |
| --------------------------------------------------------- | -------------- | -------------------------------------------------- |
| المساحة (كم2)                                             | 439            | 64.59 ألف                                          |
| عدد السكان (نسمة)                                         | 285.72 ألف     | 1.93 مليون                                         |
| الكثافة السكانية (ن./كم²)                                 | 65.08 ألف      | 29.88                                              |
| العاصمة                                                   | بريدج تاون     | ريغا                                               |
| اللغة الرسمية                                             | لغة إنجليزية   | اللغة اللاتفية                                     |
| العملة                                                    | دولار بربادوسي | يورو، لاتس لاتفي، الروبل اللاتفي ‏، الروبل اللاتفي ‏ |
| الناتج المحلي الإجمالي (بليون دولار)                      | 4.80 مليار     | 30.26 مليار                                        |
| الناتج المحلي الإجمالي (تعادل القوة الشرائية) بليون دولار | 4.66 مليار     | 49.24 مليار                                        |
| الناتج المحلي الإجمالي الاسمي للفرد دولار أمريكي          | 15.43 ألف      | 14.06 ألف                                          |
| الناتج المحلي الإجمالي للفرد دولار أمريكي                 | 16.06 ألف      | 23.55 ألف                                          |
| مؤشر التنمية البشرية                                      | 0.795          | 0.819                                              |
| رمز المكالمات الدولي                                      | +1246          | +371                                               |
| رمز الإنترنت                                              | .bb            | .lv                                                |
| المنطقة الزمنية                                           | 00             | ت ع م+02:00، ت ع م+03:00، أوروبا/ريغا ‏             |

## منظمات دولية مشتركة
يشترك البلدان في عضوية مجموعة من المنظمات الدولية، منها:
| علم المنظمة | اسم المنظمة                               | تاريخ انضمام باربادوس | تاريخ انضمام لاتفيا |
| ----------- | ----------------------------------------- | --------------------- | ------------------- |
|             | مؤسسة التنمية الدولية                     | 29 سبتمبر 1999        | 11 أغسطس 1992       |
|             | يونسكو                                    | 24 أكتوبر 1968        | 9 يوليو 1951        |
|             | وكالة ضمان الاستثمار متعدد الأطراف        | 12 أبريل 1988         | 21 أغسطس 1998       |
|             | الأمم المتحدة                             | 9 ديسمبر 1966         | 17 سبتمبر 1991      |
|             | الاتحاد البريدي العالمي                   | ?                     | ?                   |
|             | البنك الدولي للإنشاء والتعمير             | 12 سبتمبر 1974        | 11 أغسطس 1992       |
|             | الاتحاد الدولي للاتصالات                  | 16 أغسطس 1967         | 11 ديسمبر 1921      |
|             | منظمة حظر الأسلحة الكيميائية              | ?                     | ?                   |
|             | مؤسسة التمويل الدولية                     | 25 يونيو 1980         | 29 سبتمبر 1993      |
|             | المركز الدولي لتسوية المنازعات الاستشارية | 1 ديسمبر 1983         | 7 سبتمبر 1997       |
|             | منظمة التجارة العالمية                    | ?                     | 1999                |
|             | منظمة الشرطة الجنائية الدولية             | ?                     | ?                   |

## وصلات خارجية
- موقع وزارة الخارجية الباربادوسية
- موقع وزارة الخارجية اللاتفية